# Arima (chi bọ cánh cứng)
Arima là một chi bọ cánh cứng trong họ Chrysomelidae.
Chi này được Chapuis miêu tả khoa học năm 1875.

## Các loài
Các loài trong chi này gồm:
- Arima brachyptera (Kuster, 1844)
- Arima buai Havelka, 1959
- Arima marginata (Fabricius, 1781)
- Arima maritima Bua, 1953